# 泰泰雷河
泰泰雷河是俄羅斯的河流，位於伊爾庫茨克州和克拉斯諾亞爾斯克邊疆區，是通古斯河的右支流，河道全長486公里，流域面積約13,700平方公里，河水主要來自融雪和雨水。